# Okemos
Okemos es un lugar designado por el censo ubicado en el condado de Ingham en el estado estadounidense de Míchigan. En el Censo de 2010 tenía una población de 21369 habitantes y una densidad poblacional de 487,88 personas por km².

## Geografía
Okemos se encuentra ubicado en las coordenadas 42°42′33″N 84°24′51″O / 42.70917, -84.41417. Según la Oficina del Censo de los Estados Unidos, Okemos tiene una superficie total de 43.8 km², de la cual 43.42 km² corresponden a tierra firme y (0.88%) 0.38 km² es agua.

## Demografía
Según el censo de 2010, había 21369 personas residiendo en Okemos. La densidad de población era de 487,88 hab./km². De los 21369 habitantes, Okemos estaba compuesto por el 76.49% blancos, el 5.11% eran afroamericanos, el 0.33% eran amerindios, el 14.39% eran asiáticos, el 0.06% eran isleños del Pacífico, el 1.06% eran de otras razas y el 2.56% pertenecían a dos o más razas. Del total de la población el 3.28% eran hispanos o latinos de cualquier raza.